# 小赫甲螨总科
小赫甲螨总科（学名：Hermannielloidea）为疥螨目的一个科。

## 下级分类
本科包括以下属：
- 小赫甲螨科 Hermanniellidae Grandjean, 1934
- 裂板鰓甲蟎科 Plasmobatidae Grandjean, 1961